# Paraphrynoveliidae
De Paraphrynoveliidae zijn een familie van wantsen. De familie werd voor het eerst wetenschappelijk beschreven door Andersen in 1978.

## Uiterlijk
De soorten worden niet veel groter dan 2,5 millimeter en zijn bruin tot beige gekleurd.

## Voorkomen
De familie komt voornamelijk voor in de West-Kaapprovincie van Zuid-Afrika en sommige delen van Lesotho.

## Levenswijze
Soorten uit de Paraphrynoveliidae familie worden niet vaak waargenomen. De meesten werden verzameld uit in bladafval en humus in een bos of gevonden op natte met mos begroeide rotsen, terwijl de meeste soorten uit de infraorde Gerromorpha het water oppervlak bewonen. De familie deelt dus eerder de voorkeur voor de leefomgeving met de Hebrinae, Heterocleptinae en Mesoveliinae, Macroveliidae, Microveliinae groepen. Over de biologie van de wantsen is verder niet veel bekend.

## Taxonomie
De familie is monotypisch en bevat alleen het volgende geslacht:
- Paraphrynovelia Poisson, 1957